# Phyxelida tanganensis
Espèce
Synonymes
- Haemilla tanganensis Simon & Fage, 1922

Phyxelida tanganensis est une espèce d'araignées aranéomorphes de la famille des Phyxelididae.

## Distribution
Cette espèce est endémique de Tanzanie.

## Description
Le mâle décrit par Griswold en 1990 mesure 6,42 mm et la femelle 6,67 mm.

## Étymologie
Son nom d'espèce, composé de tangan[yika] et du suffixe latin -ensis, « qui vit dans, qui habite », lui a été donné en référence au lieu de sa découverte, le Tanga.

## Publication originale
- Simon & Fage, 1922 : Araneae des grottes de l'Afrique orientale. Biospeologica, XLIV. Archives de zoologie expérimentale et générale, vol. 60, p. 523-555 (texte intégral).